# Chynowo
Chynowo [xɨˈnɔvɔ] (deutsch Chinnow) ist ein Dorf in der Woiwodschaft Westpommern in Polen. Es gehört zur Gmina Wolin (Gemeinde Wollin) im Powiat Kamieński (Camminer Kreis).
Das Dorf liegt auf der Insel Wolin (Wollin), etwa 13 km nördlich der Stadt Wolin (Wollin), etwa 10 km westlich von Kamień Pomorski (Cammin i. Pom.) und etwa 60 km nördlich von Stettin.
Bis 1945 bildete Chinnow einen Wohnplatz in der Gemeinde Zirzlaff und gehörte mit dieser zum Landkreis Usedom-Wollin in der preußischen Provinz Pommern.

## Söhne und Töchter des Ortes
- Philipp Sigismund von Lepel  (1738–1815), Landrat des Usedom-Wollinschen Kreises